# Eduardo Villacís Meythaler
El Doctor Eduardo Villacís Meythaler fue un médico cardiólogo y poeta ecuatoriano galardonado en 2008 por la República del Ecuador con el Premio Eugenio Espejo por su destacada actividad científica. Desde 1967 hasta 2011 dedicó su carrera médica a trabajar para el Hospital Carlos Andrade Marín de Quito, primero como Jefe del Laboratorio de Hemodinámica y después como Jefe del Servicio de Cardiología.
Fue Miembro de Número de la Academia Ecuatoriana de Medicina Anexo:Academia Ecuatoriana de Medicina